# نائم (فلم)
نائم (بالإنجليزية: Sleeper) فيلم كوميدي أمريكي من نوع الخيال العلمي المستقبلي، صدر عام 1973، أخرجه وودي آلن Woody Allen وكتبه آلن ومارشال بريكمان. تتضمن الحبكة مغامرات صاحب متجر للأطعمة الصحية تم
تجميده بالتبريد في عام 1973 وفك تجميده بعد 200 عام.

## طاقم التمثيل
وودي آلن: في دور مايلز مونرو (مالك سابق لمتجر للأطعمة الصحية من السبعينيات)
ديان كيتون: في دور لونا شلوسر (فنانة من القرن الثاني والعشرين)
دون كيفر: في دور الطبيب تريون (عالم يشرف على إعادة تأهيل مايلز)
بارتليت روبنسون: في دور دكتور أورفا (عالم يشرف على إعادة تأهيل مايلز)
ماري جريجوري: في دور دكتورة ميليك (عالمة تشرف على إعادة تأهيل مايلز)
جون بيك: في دور إرنو ويندت (قائد التمرد)
ماريا سمول: في دور دكتورة نيرو (تشرف على إعادة برمجة مايلز)
سبنسر ميليجان وستانلي روس: في دور الزوجين المثليين جيب وسيرس
بيتر هوبز: في دور دكتور دين (الطبيب الرائد، يشاهد استنساخ القائد)
دوجلاس رين: أداء صوت الكومبيوتر المركزي
ويتني ريدبيك: أداء صوت يانوس وتريون وخادم روبوت ميليك
جون كانون: أداء صوت راجز (الكلب الآلي لمايلز)
جاكي ماسون: أداء صوت كوهين (أحد خياطي الروبوتات)
لو بيكيتي: في دور مقدم مهرجان ملكة جمال أمريكا
كريس فوربس: في دور راينر كريبس
رييد مورجان: في دور مندوب شركة الخدم
بريان أفيري وسوزان ميلر وريجيس كورديك وجورج فورث: ضيوف حفلة لونا
جون مكليام وجيري هاردين:  في دور علماء لإحياء مايلز
جيف ماكسويل وشيمون جلاس: في دور حراس أمن
ألبرت بوبويل: في دور فني إعادة برمجة
جيسيكا راينز: في دور السيدة في المرآة الجيروسكوبية

## أحداث الفيلم
مايلز مونرو (وودي آلن)، موسيقي جاز وصاحب متجر «هابي كاروت» للأغذية الصحية في عام 1973، تعرض للحفظ بالتبريد دون موافقته، ولم يتم إحياؤه لمدة 200 عام. قام عالمان بإيقاظه، وهما أعضاء في تمرد تحت الأرض. الولايات المتحدة في عام 2173 هي دولة بوليسية آلية، يحكمها ظاهريًا ديكتاتور معروف باسم «القائد»، وهو على وشك تنفيذ خطة سرية تعرف باسم «مشروع برج الحمل». يأمل المتمردون في استخدام مايلز كجاسوس للتسلل إلى المشروع، لأنه الوحيد في هذا المجتمع الذي ليس له هوية بيومترية معروفة.
تكتشف السلطات مشروع العلماء وتعتقلهم حيث يتم أخذهم للتحقيق والتعذيب. يهرب مايلز عن طريق تنكره كإنسان آلي، ويذهب للعمل كخادم شخصي في منزل السيدة لونا شلوسر (ديان كيتون)، حيث الناس في هذا الزمن يستخدمون الإنسان الآلي. عندما تقرر لونا استبدال رأس مايلز بشيء مناسباً  أكثر من الناحية الجمالية، يكشف مايلز عن هويته الحقيقية، وتهدده لونا بتسليمه للسلطات، ورداً على ذلك، يقوم بإختطافها هارباً للبحث عن مشروع برج الحمل. يقع مايلز ولونا في الحب، ولكن يتم أسر مايلز وغسل دماغه ليصبح عضوًا مناسبًا في المجتمع، بينما تنضم لونا إلى التمرد. يقوم المتمردون بإختطاف مايلز وإجراء غسيل دماغ عكسي، وبعد ذلك يتذكر ماضيه. يشعر مايلز بالغيرة عندما يرى لونا تقبل زعيم المتمردين، إرنو ويندت (جون بيك)، وتخبره أنها تؤمن بالحب الحر.
يتسلل مايلز ولونا إلى مشروع برج الحمل، حيث يكتشفا أن الزعيم الوطني قُتل بقنبلة متمردة قبل عشرة أشهر، وكل ما تبقى هو أنفه. يتوقع الأعضاء الآخرين في مشروع أن مايلز ودونا يمكنهما استنساخ الزعيم من الجزء المتبقي منه. يلوذ مايلز ودونا بالفرار، ويناقشان مستقبلهما معًا. يعتقد مايلز أن إرنو (زعيم المتمردين) سيصبح حتمًا فاسدًا مثل القائد. يعترف مايلز ولونا بحبهما لبعضهما البعض، لكنها تدعي أن العلم أثبت أن الرجال والنساء لا يمكن أن يكون لهم علاقات ذات مغزى بسبب عدم التوافق الكيميائي. يرفض مايلز هذا، قائلاً إنه لا يؤمن بالعلم، بينما لونا لا تؤمن بالرب ولا بالأنظمة السياسية أيضًا، ويسأل مايلز حبيبته لونا إذا كان هناك أي شيء تؤمن به، فتجيب: "الجنس والموت - شيئان يأتيان مرة واحدة في العمر، ولكن على الأقل بعد الموت، لا تشعر بالغثيان." ينتهي الفيلم والاثنان يتعانقان.

## الإنتاج

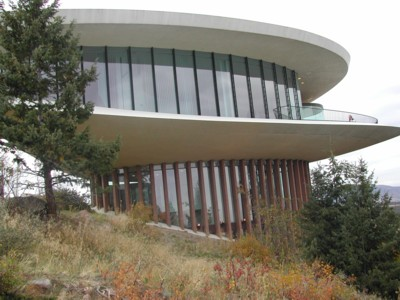
البيت النائم.

تم تصوير الفيلم في مواقع حول دنفر بولاية كولورادو، وتم تصوير اللقطات الخارجية للمستشفى في مختبر تيبول ميسا التابع للمركز الوطني لأبحاث الغلاف الجوي في مدينة بولدر بولاية كولورادو. هناك لقطة قصيرة للمبنى الرئيسي لحدائق دنفر النباتية وأعمدة المصابيح الخرسانية، وهو منزل خاص معروف محليًا منذ أن تم تصوير الفيلم باسم «بيت النائم».

## استقبال الفيلم
ظهر فيلم "نائم" في دور العرض في نيويورك بتاريخ 17 ديسمبر 1973. منح موقع الطماطم الفاسدة فيلم "نائم" تقييم 100% بناء على آراء 34 ناقد. كتب الإجماع النقدي للموقع: "فيلم "نائم" كوميدية مستقبلية جنونية تحقق كل نكتة تقريبًا هدفها." وصف فينسينت كانبي، في صحيفة نيويورك تايمز، الفيلم بأنه "رائع"، قائلاً: الفيلم يظهر تطور الأداء الكوميدي لوودي آلن ووضعه في مصاف عظماء الفن الكوميدي أمثال لوريل وهاردي. إنه نوع الفيلم الكوميدي الذي لا نجده عند أحد في هوليوود تم إنجازه بأسلوب في سنوات عديدة. "نائم"هو ملحمة كوميدية". منح الناقد روجر ايبرت الفيلم، ثلاثة نجوم ونصف من أربع نجوم وكتب: "وودي آلن يمنحنا لحظات جيدة منذ الأفلام الصامتة لبستر كيتون".

## الجوائز
في عام 1973، حصل الفيلم على جائزة هوجو (مجموعة من الجوائز تمنح سنويا لأفضل إنجازات قصص الخيال العلمي)، وذلك ضمن فعاليات المؤتمر العالمي الثاني والثلاثين للخيال العلمي، في واشنطن العاصمة.
في عام 2000، قامت مجلة توتال فيلم (مجلة أفلام بريطانية تصدر 13 مرة في السنة) باستطلاع رأي للقراء، وصنفت فيلم «نائم»، واحداً من أفضل 30 فيلم كوميدي في كل العصور.
في عام 2000 أدرج معهد الفيلم الأمريكي فيلم نائم ضمن قائمة «مائة سنة.. مائة ضحكة»، وذلك في المركز 80.
في أكتوبر 2013، تم التصويت للفيلم من قراء صحيفة الجارديان البريطانية بإعتباره عاشر أفضل فيلم من إخراج وودي آلن.

## وصلات خارجية
https://www.imdb.com/title/tt0070707/ نائم (فلم)
https://www.rottentomatoes.com/m/sleeper نائم (فلم)
https://www.rogerebert.com/reviews/sleeper-1973 نائم (فلم)
https://www.tcm.com/tcmdb/title/20996/sleeper نائم (فلم)
https://www.metacritic.com/movie/sleeper نائم (فلم)
http://www.woodyallenpages.com/films/sleeper/ نائم (فلم)
https://nwhyte.livejournal.com/3402306.html نائم (فلم)
https://www.filmaffinity.com/en/film468319.html نائم (فلم)
https://www.stuff.tv/news/25-best-food-movies-ever/sleeper-1973 نائم (فلم)